# Corbières (Suíça)
Corbières é uma comuna da Suíça, no Cantão Friburgo, com cerca de 368 habitantes. Estende-se por uma área de 4,17 km², de densidade populacional de 88 hab/km². Confina com as seguintes comunas: Cerniat, Echarlens, Hauteville, Marsens, Villarvolard.
A língua oficial nesta comuna é o Francês.